# Relació pic de senyal a soroll
La relació de senyal de pic a soroll (PSNR per les seves sigles en anglès) és un terme que designa la relació entre el màxima potència possible d'un senyal i la potència del soroll que el corromp i que afecta la fidelitat de la seva representació. Donat que molts senyals tenen un rang dinàmic molt ampli, la PSNR se sol expressar en una escala logarítmica, i s'expressa en decibels. Un dels usos de la PSNR és la quantificació de la qualitat de la reconstrucció d'imatge i vídeo sotmesos en el cas de compressió amb pèrdua.

## Definició
La PSNR es pot definit utilitzant l'error quadràtic mig (MSE). Donada una imatge lliure de soroll I de m×n pixels, i la seva aproximació amb soroll K, el MSE es defineix com: 
{\displaystyle {\mathit {MSE}}={\frac {1}{m\,n}}\sum _{i=0}^{m-1}\sum _{j=0}^{n-1}[I(i,j)-K(i,j)]^{2}.}
La PSNR (en dB) es defineix com:
{\displaystyle {\begin{aligned}{\mathit {PSNR}}&=10\cdot \log _{10}\left({\frac {{\mathit {MAX}}_{I}^{2}}{\mathit {MSE}}}\right)\\&=20\cdot \log _{10}\left({\frac {{\mathit {MAX}}_{I}}{\sqrt {\mathit {MSE}}}}\right)\\&=20\cdot \log _{10}({\mathit {MAX}}_{I})-10\cdot \log _{10}({\mathit {MSE}}).\end{aligned}}}
on, MAXI és el màxim valor possible per un píxel de la imatge. Quan els valors dels píxels de la imatge es representen amb nombres enters de 8 bits, aquest valor és 255. De forma més genèrica, quan les mostres es representen utilitzant PCM lineal amb B bits per píxel, MAXI és 2B − 1.

### Ús en imatges en color
Per a imatges en color en RGB, la definició de la PSNR és la mateixa excepte que el MSE és la suma de totes les diferències de valor al quadrat (ara per a cada color, és a dir, tres vegades més diferències que en una imatge monocroma) dividida per la mida de la imatge i per tres. Alternativament, per a les imatges en color en altres models de color (per exemple, YCbCr o HSV), s'informa de la PSNR en cada canal d'aquest espai de color.

## Estimació de la qualitat amb PSNR
La PSNR s'utilitza habitualment per mesurar la qualitat de la reconstrucció dels algorismes de compressió amb pèrdua (p. ex., per a compressió d'imatges). El senyal en aquest context són les dades originals, i el soroll és l'error introduït per la compressió. En aquest cas, la PSNR és una "aproximació" a la percepció humana de la qualitat de la reconstrucció.
Els valors típics del PSNR en compressió amb pèrdua d'imatge o de vídeo estan entre 30 i 50 dB, sempre que la profunditat de bits sigui de 8 bits, on valors més alts indiquen millor qualitat. La qualitat de les imatges de 12 bits es considera alta quan el valor de la PSNR és de 60 dB o més. For 16-bit data typical values for the PSNR are between 60 and 80 dB. Es consideren valors acceptables per transmissió sense fils els que van entre 20 dB i 25 dB.
En absència de soroll, les dues imatges I i K són idèntiques i, per tant, el MSE és zero. En aquest cas, la PSNR és infinita.

## Comparació de rendiment
Tot i que una PSNR més alt en general indica que la reconstrucció és de millor qualitat, en alguns casos pot ser que no sigui així. S'ha de tenir molta cura amb el rang de validesa d'aquesta mètrica; només és vàlid de manera concloent quan s'utilitza per comparar resultats del mateix còdec (o tipus de còdec) i el mateix contingut.
En general, s'ha demostrat que la PSNR té un rendiment baix en comparació amb altres mètriques de qualitat quan es tracta d'estimar la qualitat de les imatges i especialment dels dels vídeos tal com la perceben els humans.

## Variants
La PSNR-HVS és una extensió de la PSNR que incorpora propietats del sistema visual humà com ara la percepció del contrast.
La PSNR-HVS-M millora el PSNR-HVS tenint en compte addicionalment l'emmascarament visual En un estudi de 2007, va oferir millors aproximacions dels judicis de qualitat visual humana que PSNR i que l'SSIM per un gran marge. També es va demostrar que tenia un avantatge sobre DCTune i PSNR-HVS.